# Otites elegans
Otites elegans är en tvåvingeart som beskrevs av Pierre André Latreille 1805. Otites elegans ingår i släktet Otites och familjen fläckflugor. Inga underarter finns listade i Catalogue of Life.